# 머큐로크롬
머큐로크롬(Mercurochrome)는 작은 상처에 쓰이는 국소 소독약이며, 메르브로민(Merbromin)의 상품명이다. 화합물명인 메르브로민(Merbromin)대로 수은(mercury)과 브롬(bromine)이 들어있는 화합물이지만 ‘머큐로크롬’이라는 말과는 달리 크롬(chrome)은 들어있지 않다.
현재 한국과 미국에서는 머큐로크롬에 수은이 들어있다는 이유로 시판이 금지된 상태이고, 한국에서는 포비돈-아이오딘 성분의 베타딘을 많이 사용한다.

## 사용
머큐로크롬은 국소 소독약으로 널리 알려져 있다. 그러나 수은이 들어있기 때문에 머큐로크롬은 티메로살과 함께 미국의 FDA(식품의약국)에서 효력을 상실했고 더 이상 허가되지 않는다. 머큐로크롬이 상처에 닿으면, 피부가 검은 적색으로 물들어서 감염으로 수반되는 염증과 홍반을 발견하기가 더욱 어렵게 된다.
한편 머큐로크롬은 또한 조직의 가장자리를 염색시켜 생물학적인 염료로도 사용되며, 산업에서는 머큐로크롬을 염색 투과 검사에 이용하여, 금속의 갈라진 틈을 찾는 데에 사용하고 있다.

## 머큐로크롬과 팅크
머큐로크롬은 메르브로민(Merbromin)과 메르브로민 팅크(보통 2%의 메르브로민과 98%의 물 또는 알코올에 녹인 수용액)의 판매명이다.
대한민국에서는 머큐로크롬을 흔히 ‘빨간 약’이라고 불러왔다. 또한 일본어의 영향으로 요오드팅크보다 빨갛다는 점에서 ‘아까징끼’(일본어: 赤チンキ)로도 불렀다.
머큐로크롬의 소독약으로써의 가치를 발견한 사람은, 1919년에 존스 홉킨스 병원 내과의사인 휴 H. 영이었다.
머큐로크롬은 곧 부모들과 의사들 사이에서, 어린 아이들이 놀다가 다친 상처를 소독하는 데 일상적으로  널리 사용하는 소독약이 되었다.  미국 FDA에서는 수은 중독이 일어날 가능성이 있다는 주장에 편승하여, 머큐로크롬이 "일반적으로 안전하다고 인정" 부문을 삭제하고, '시험되지 않은'부류로 넣었다. 이는 다른 나라에도 영향을 끼쳤으며, 현재는 머큐로크롬(메르브로민)은 거의 사용되지 않는다.

## 같이 보기
- 베타딘